# Ezcaray
Ezcaray ist ein Ort und eine zur bevölkerungsarmen Serranía Celtibérica gehörende Gemeinde (municipio) am Oberlauf des Río Oja in der spanischen Region La Rioja mit 2.098 Einwohnern (Stand: 2024).

## Lage und Klima
Ezcaray liegt an der Einmündung des Río Ciloria in den Río Oja im äußersten Westen der Provinz La Rioja in einer Höhe von etwa 810 m. Knapp 60 km (Fahrtstrecke) trennen den Ort von der nordöstlich gelegenen Stadt Logroño; Burgos ist gut 80 km in westlicher Richtung entfernt. Die am Jakobsweg gelegene Kleinstadt Santo Domingo de la Calzada befindet sich knapp 14 km nordöstlich. Das Klima ist gemäßigt bis warm; Regen (ca. 605 mm/Jahr) fällt überwiegend im Winterhalbjahr.

## Bevölkerungsentwicklung
| Jahr      | 1857  | 1900  | 1950  | 2000  | 2018  |
| Einwohner | 1.248 | 2.150 | 2.368 | 1.861 | 2.027 |

Trotz der zunehmenden Mechanisierung der Landwirtschaft, der Aufgabe bäuerlicher Kleinbetriebe und dem daraus entstandenen Mangel an Arbeitsplätzen ist die Einwohnerzahl der Gemeinde im Wesentlichen stabil geblieben. Zur Gemeinde gehören auch die jeweils weniger als 10 Einwohner zählenden Weiler (pedanías) Ayabarrena, Azárulla, Posadas, Turza, Urdanta und Zaldierna; andere wurden von ihren Bewohnern bereits aufgegeben (despoblados).

## Wirtschaft
An erster Stelle im Wirtschaftsleben der Gemeinde steht traditionell die Landwirtschaft und hier vor allem Viehzucht (Schafe, Ziegen, Kühe). In geschützten Lagen wurden früher auch Weizen, Gerste, Wein sowie Gemüse kultiviert; später kamen Kartoffeln hinzu. Bereits im ausgehenden Mittelalter gab es eine nicht unbedeutende Textilproduktion; im 18. Jahrhundert entstand eine größere Tuchfabrik, deren imposantes Hauptgebäude heute als Herberge dient. Seit der Mitte des 20. Jahrhunderts spielt der Tourismus (Wandern, Skigebiet) eine nicht unbedeutende Rolle im Wirtschaftsleben der Stadt.

## Geschichte
Die Region gehörte vor dem Eingreifen römischer Armeen zum Siedlungsgebiet der keltiberischen Stämme der Autrigonen und Beronen. Von römischen oder westgotischen Ansiedlungen ist nichts bekannt. In der Zeit der islamischen Beute- und Eroberungszüge entvölkerte sich der Landstrich.
Bereits in den 920er Jahren eroberte Sancho I. Garcés von Navarra die Gebiete nördlich des Ebro zurück (reconquista); im späteren 10. Jahrhundert betrieben die Könige von Navarra eine Wiederansiedlungspolitik (repoblación) und dehnten ihre Macht auch auf Gebiete südlich des Ebro aus. Im Jahr 974 wird der Ortsname erstmals urkundlich erwähnt. Im 11. Jahrhundert fiel das Gebiet an García III. von Navarra, doch nach dem Tod Sanchos IV. von Navarra im Jahre 1074 kam es unter kastilische Herrschaft. Im Jahre 1312 erteilte Ferdinand IV. den Orten am Oberlauf des Río Oja diverse Privilegien (fueros); der Zweck mag gewesen sein, das Gebiet stärker mit Siedlern aus Kastilien zu bevölkern um die Grenze zum benachbarten Navarra zu sichern. Weite Teile der Bevölkerung sprachen damals noch die Baskische Sprache, was sich noch heute in vielen Orts-, Flur- und Personennamen widerspiegelt.
Ende des 14. Jahrhunderts gehörten Ezcaray und umliegende Ortschaften zur Grundherrschaft (señorio) des Hauses Lara. Im Jahr 1478 bestätigten die Katholischen Könige Isabella von Kastilien und Ferdinand II. von Aragón die Gründung des Mayorazgo de Valdezcaray.
Das Tal des Río Oja erlitt in den Jahren der französischen Besetzung und im Spanischen Unabhängigkeitskrieg arge Verwüstungen, die zu einer jahrelangen Verarmung der Bevölkerung führte. Erst im Frühjahr 1813 wurden die Franzosen aus Ezcaray vertrieben; sie starteten im Juni desselben Jahres einen Gegenangriff, der allerdings zurückgeschlagen werden konnte.  Nach der Abschaffung der Grundherrschaften im Jahr 1811 gehörte das Gebiet zur altkastilischen Provinz Soria und kam erst im Jahr 1822 zur neugeschaffenen Provinz Logroño, aus der in den 1980er Jahren die Autonome Region La Rioja hervorging.

## Sehenswürdigkeiten

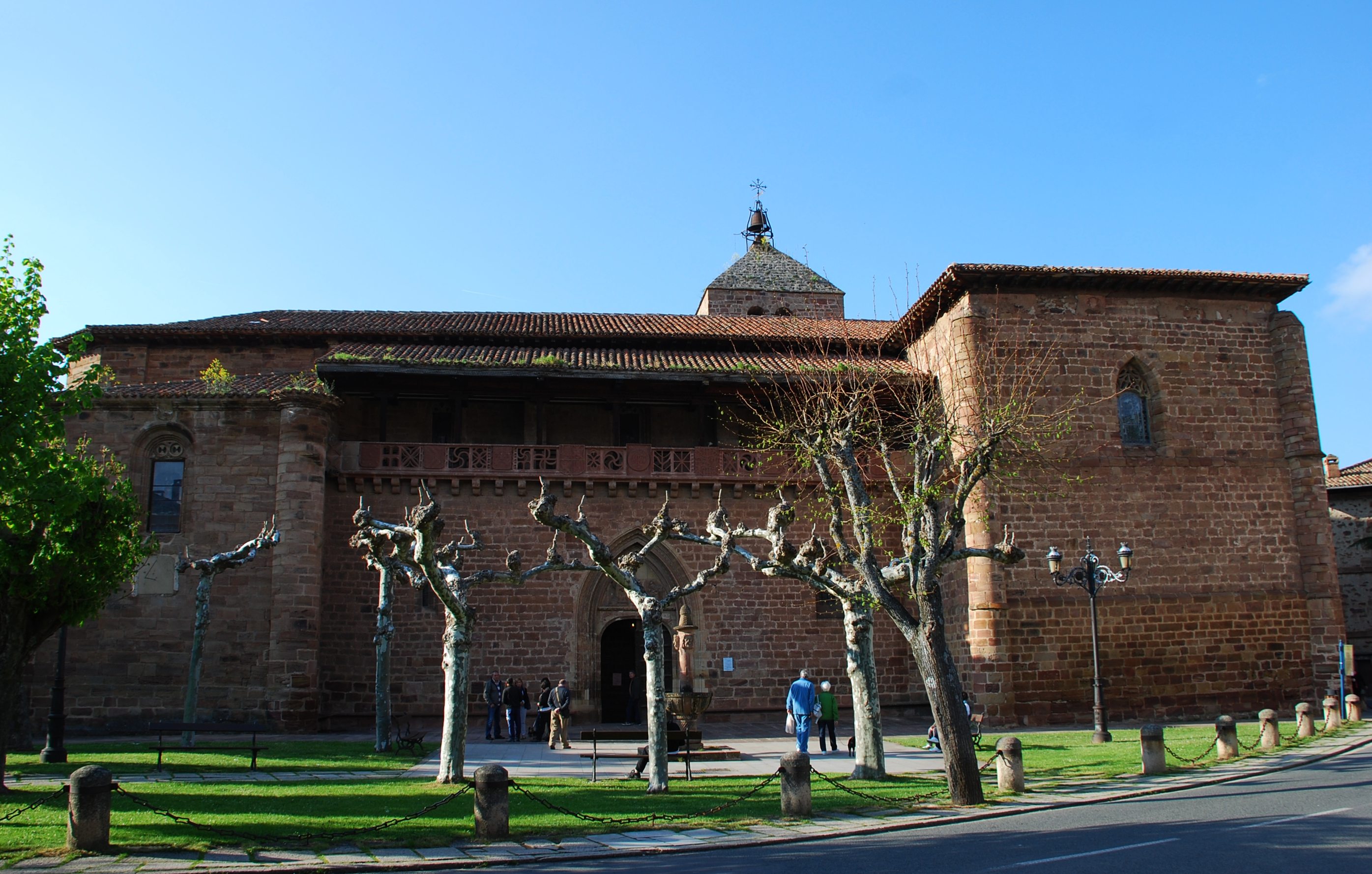
Iglesia Santa María la Mayor

- Die Kirche Santa María la Mayor wurde im 15. Jahrhundert auf den Fundamenten eines romanischen Vorgängerbaus errichtet. Ihre beinahe fensterlosen Mauern und eine – allerdings ausgesprochen dekorativ gestaltete – Brüstung über dem mit einer Verkündigungsszene geschmückten gotischen Tympanon des Südportals vermitteln den Eindruck eines Festungsbauwerks. Der breit ausladende Westteil mit seinem Renaissanceportal könnte etwas später hinzugefügt worden sein; er verstärkt jedoch den wehrhaften Charakter der Kirche. Die beiden Türflügel des Südportals sind kassettiert und mit diversen Figuren (darunter die Apostel Petrus und Paulus) sowie Vasen- und Blumenmotiven beschnitzt. Das dreischiffige Innere mit einem Querhaus zeigt Sterngewölbe und ein mehrteiliges Altarretabel aus dem 16. Jahrhundert.

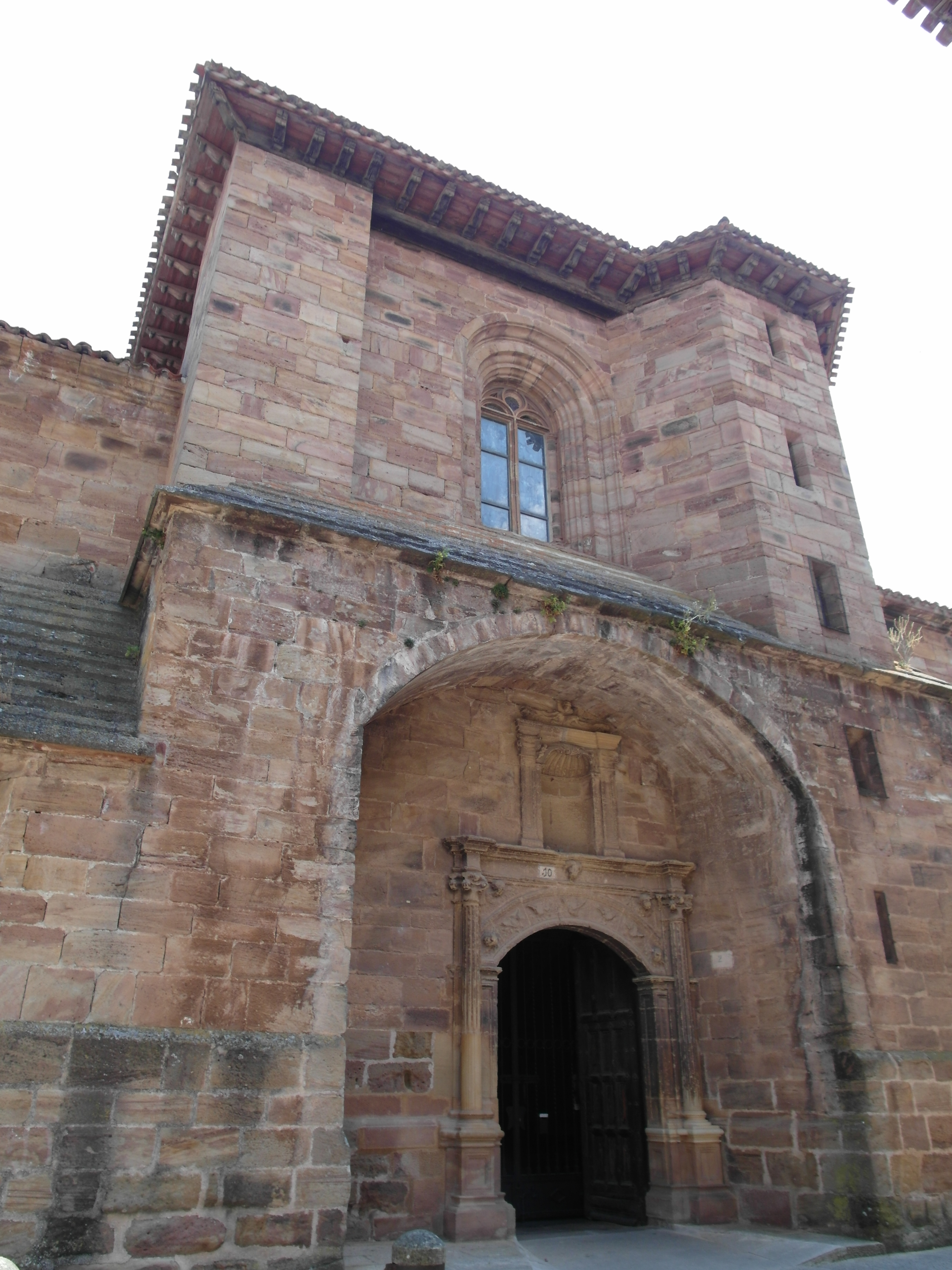
Westfassade mit Renaissanceportal
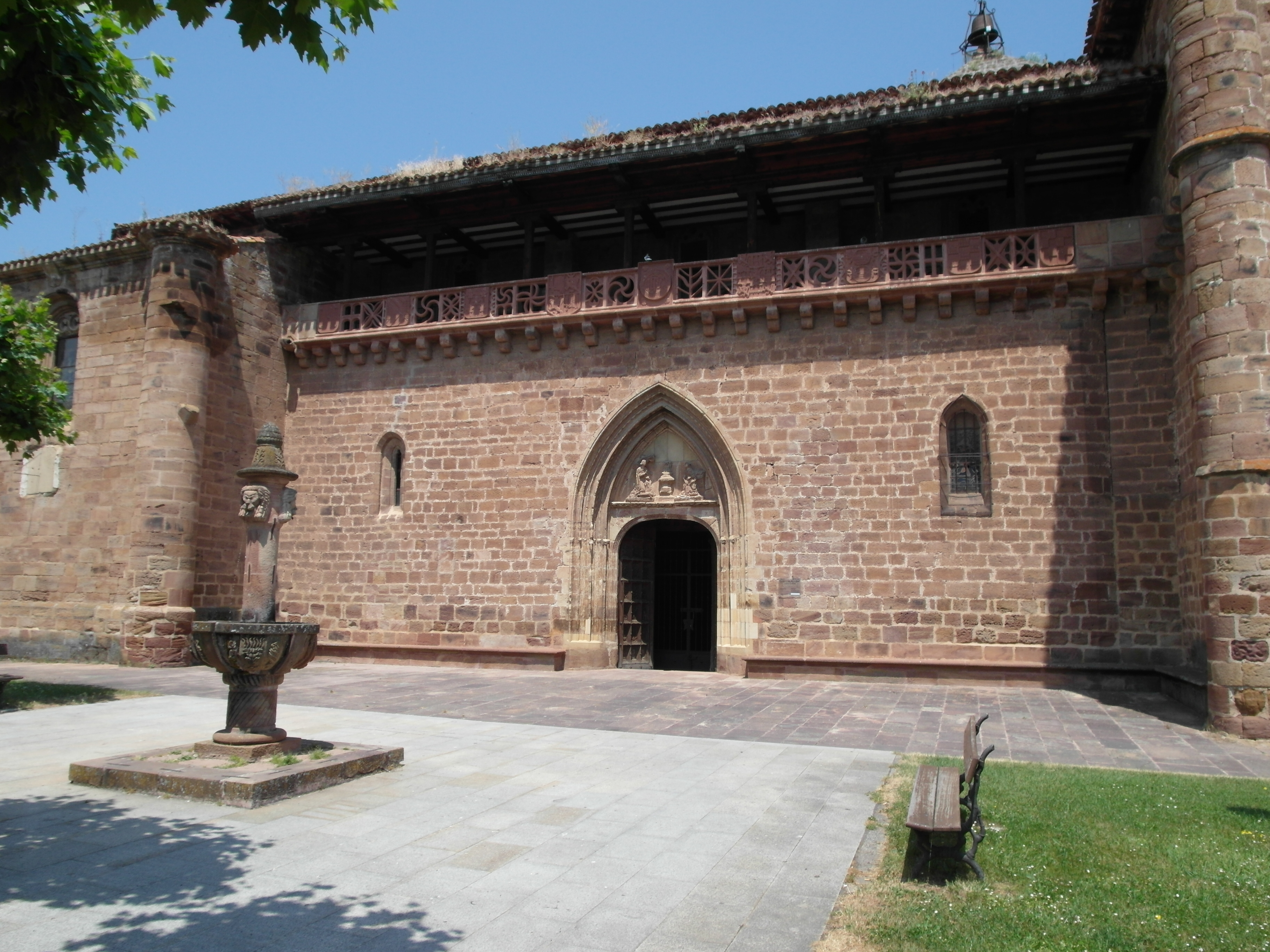
Südseite mit gotischem Portal
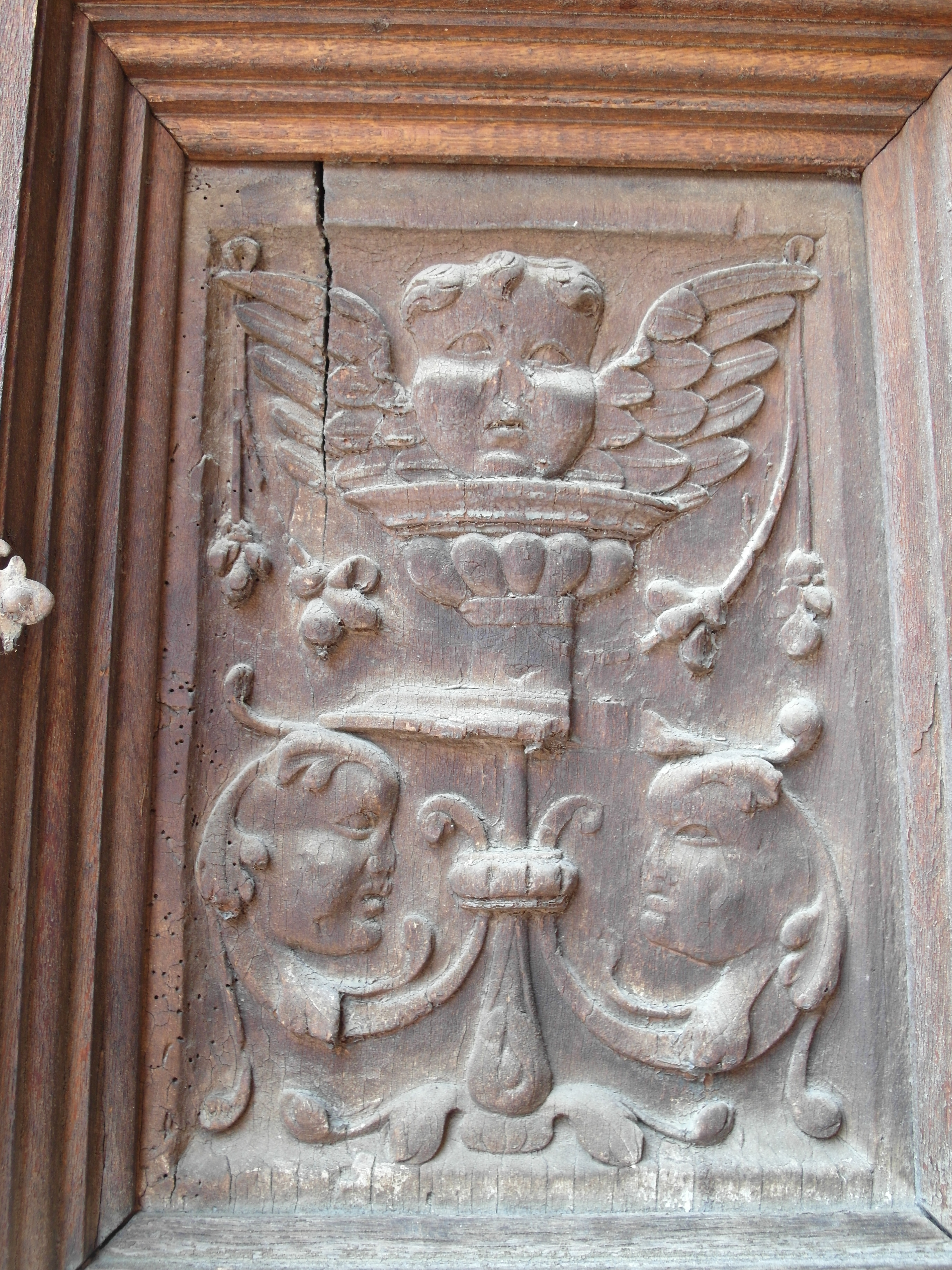
Arabesken mit Köpfen
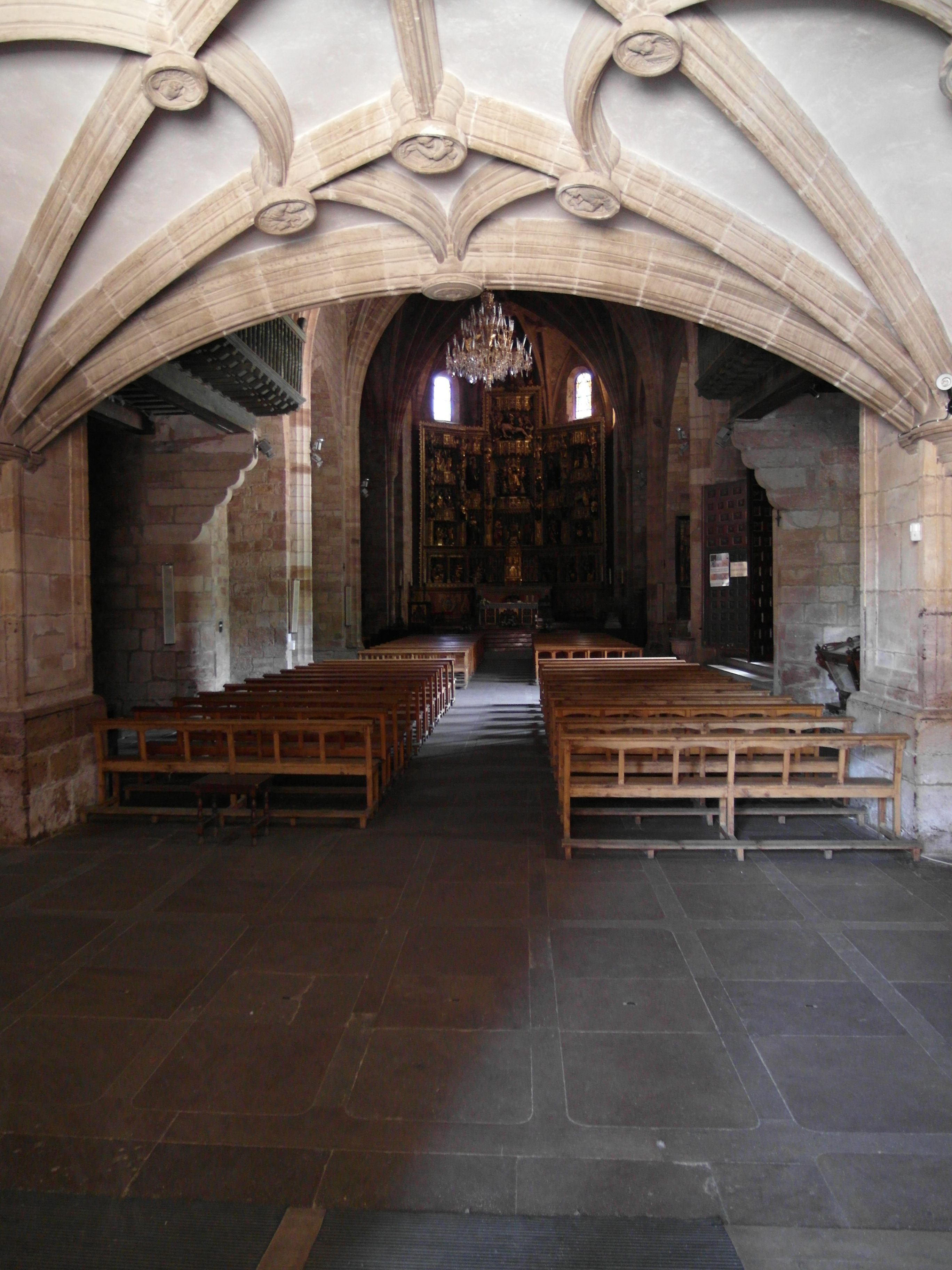
Inneres der Kirche

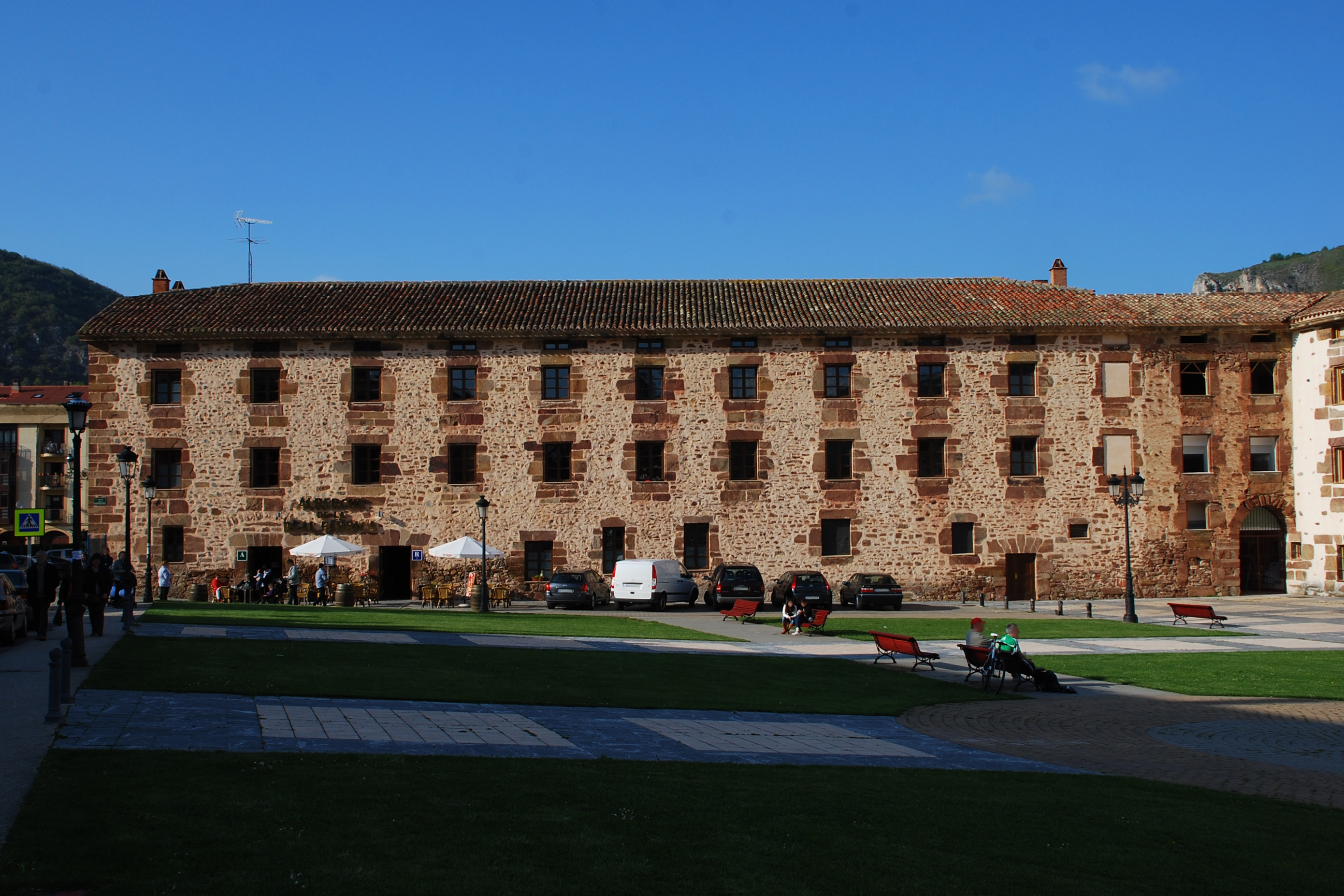
Textilmanufaktur

- Unter der Herrschaft Ferdinands VI. gründete dessen erster Minister, der Marqués de la Ensenada, im Jahre 1752 in Ezcaray eine Textilmanufaktur, die wenige Jahre später von Karl III. mit dem Titel Compañía Real de San Carlos y Santa Bárbara de la villa de Ezcaray beehrt wurde. Der Ursprungsbau fiel im Jahre 1785 einem Brand zum Opfer; daraufhin wurde ein neuer – weitgehend schmuckloser – Bau errichtet, der bis zum heutigen Tage steht und seit einigen Jahren als Herberge genutzt wird. Ein zweiter, völlig gleichgestalteter Flügel beherbergt das Rathaus (ayuntamiento). Als Baumaterial kamen überwiegend Bruchsteine zum Einsatz; nur die Ecksteine sowie die Tür- und Fenstereinfassungen sind aus Haustein. Beide Gebäude rahmen einen Platz im Zentrum des Ortes.
- Der Palacio del Ángel ist ein repräsentatives Wohngebäude eines adligen Grundherrn aus dem 18. Jahrhundert. In seine Fassade ist eine Nische mit einer Figur des Erzengels Michael eingelassen; darüber findet sich ein steinerner barocker Wappenschild.
- Ähnliches gilt für den Palacio de Barroeta.
- Einige traditionelle Fachwerkhäuser mit zurückgestuftem Erdgeschoss sind ebenfalls sehenswert.
- Zwei Steinkreuze (Cruz de San Lorenzo und Cruz de San Lázaro) bereichern das Ortsbild.
- Die Ermita de la Virgen de Allende stammt aus dem 17. Jahrhundert und zeigt eine reiche Ausstattung mit mehreren Altarretabeln und dekorativen Deckenmalereien.
- Die Ermita de Santa Bárbara steht auf einem Hügel oberhalb des Ortes. Der Glockengiebel über der rechteckigen Apsis dürfte eine spätere Zutat sein.

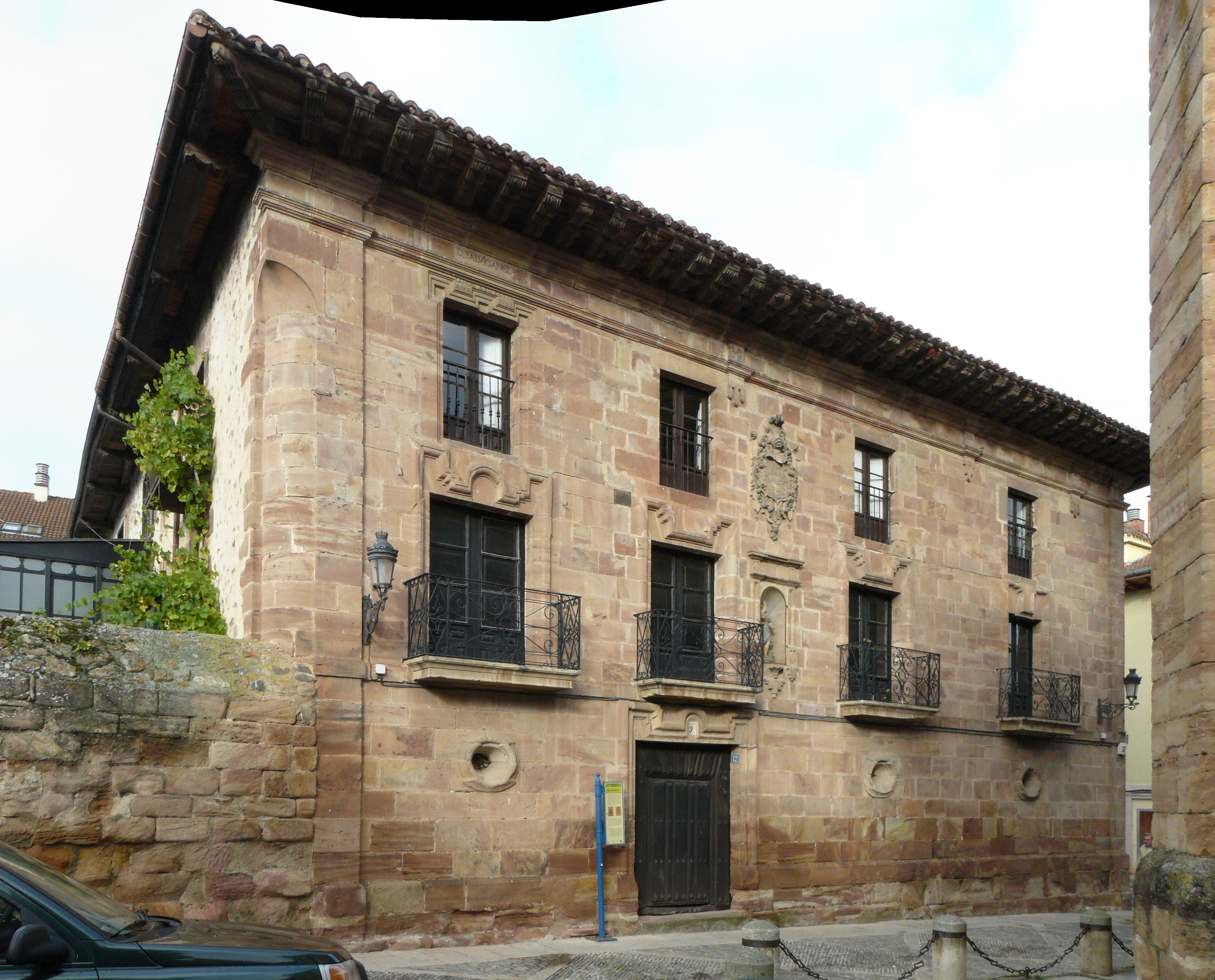
Palacio del Ángel
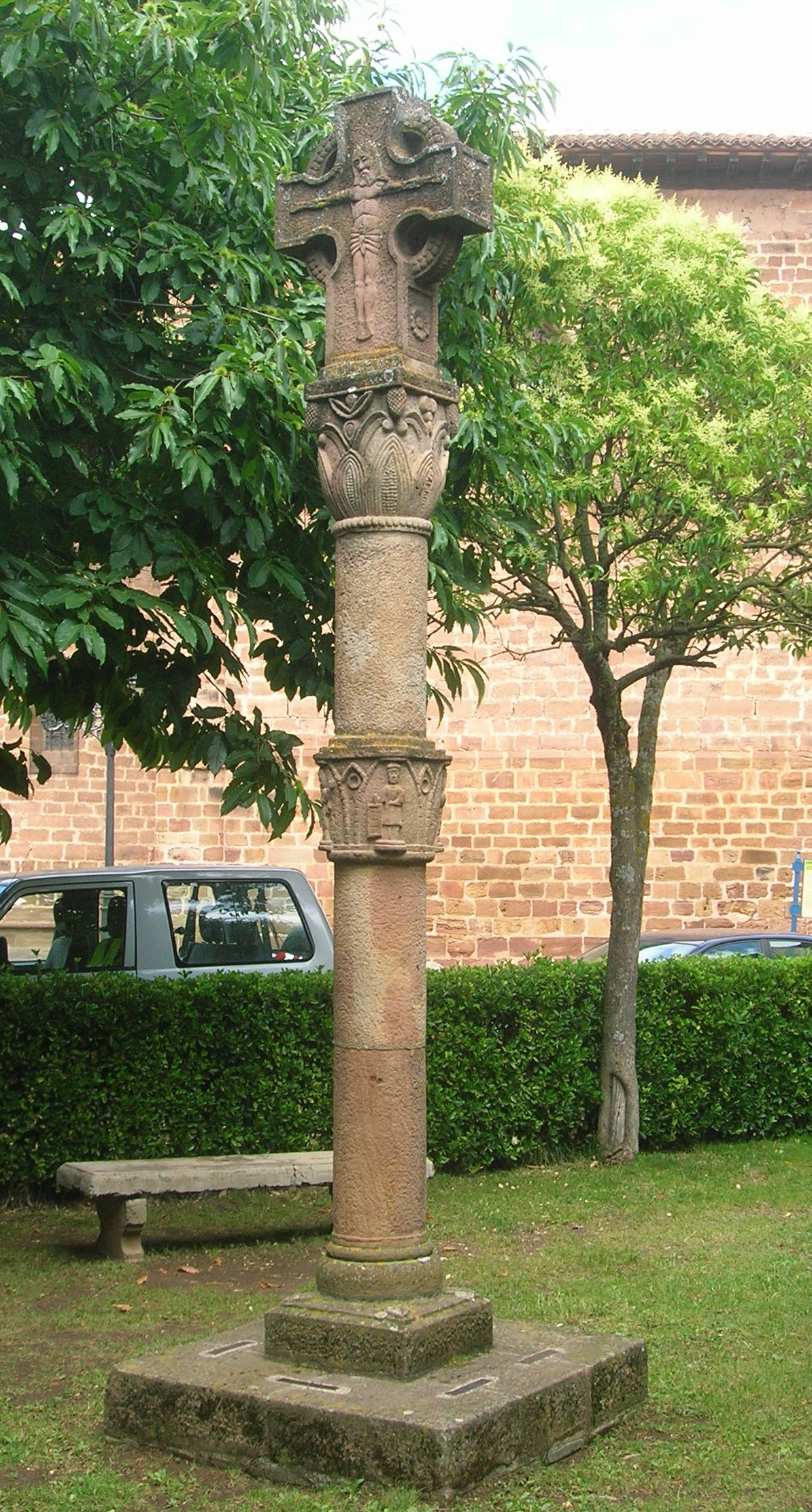
Cruz de San Lorenzo mit Darstellung des hl. Laurentius
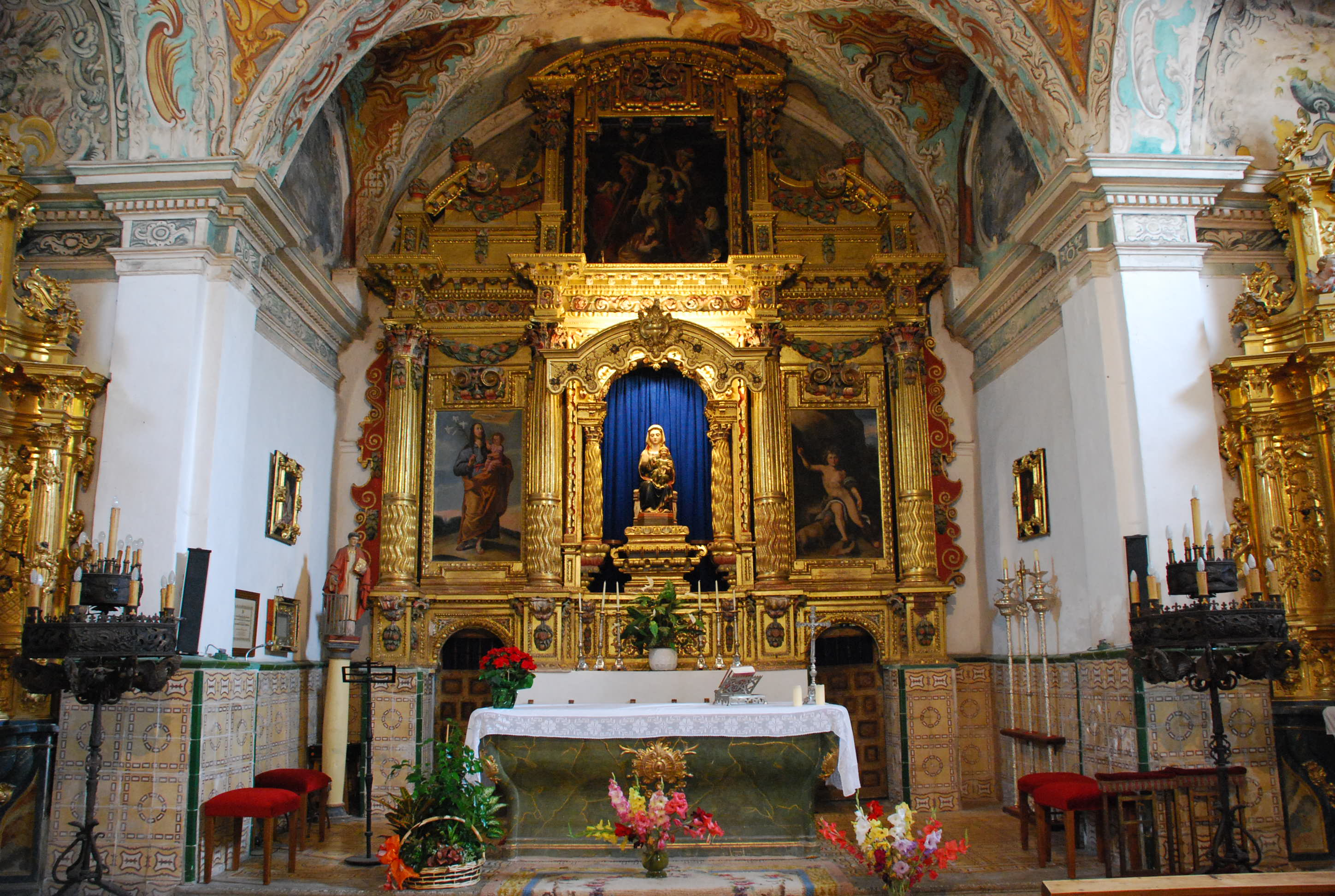
Ermita de la Virgen de Allende
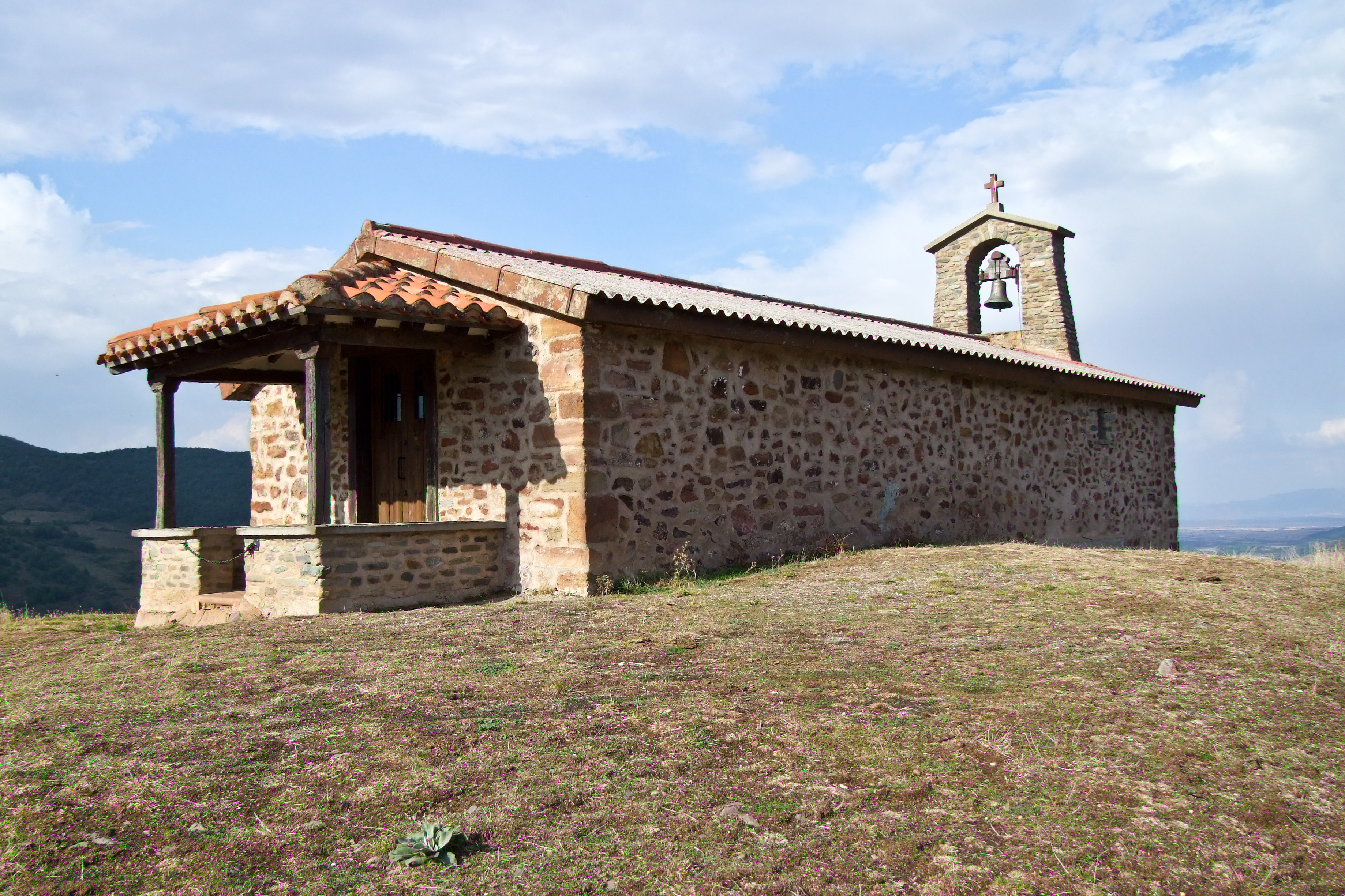
Ermita de Santa Bárbara